# 9518 Robbynaish
9518 Robbynaish este un asteroid din centura principală de asteroizi.

## Descriere
9518 Robbynaish este un asteroid din centura principală de asteroizi. A fost descoperit pe 7 aprilie 1978 la Harvard College Observatory. Asteroidul prezintă o orbită caracterizată de o semiaxă mare de 2,36 ua, o excentricitate de 0,14 și o înclinație de 8,0° în raport cu ecliptica.